# Fairmairiana bousqueti
Fairmairiana bousqueti är en skalbaggsart som beskrevs av Alexis och Delpont 1998. Fairmairiana bousqueti ingår i släktet Fairmairiana och familjen Cetoniidae. Inga underarter finns listade i Catalogue of Life.